# Disperis stenoplectron
Disperis stenoplectron är en orkidéart som beskrevs av Heinrich Gustav Reichenbach. Disperis stenoplectron ingår i släktet Disperis och familjen orkidéer. Inga underarter finns listade i Catalogue of Life.